# Ħad-Dingli
« Dingli » redirige ici. Pour les autres significations, voir Dingli (homonymie).
Ħad-Dingli – ou plus simplement Dingli – est une localité de Malte d'environ 3 500 habitants, située près de la côte ouest de Malte, lieu d'un conseil local (Kunsilli Lokali) compris dans la région (Reġjun) Tramuntana.

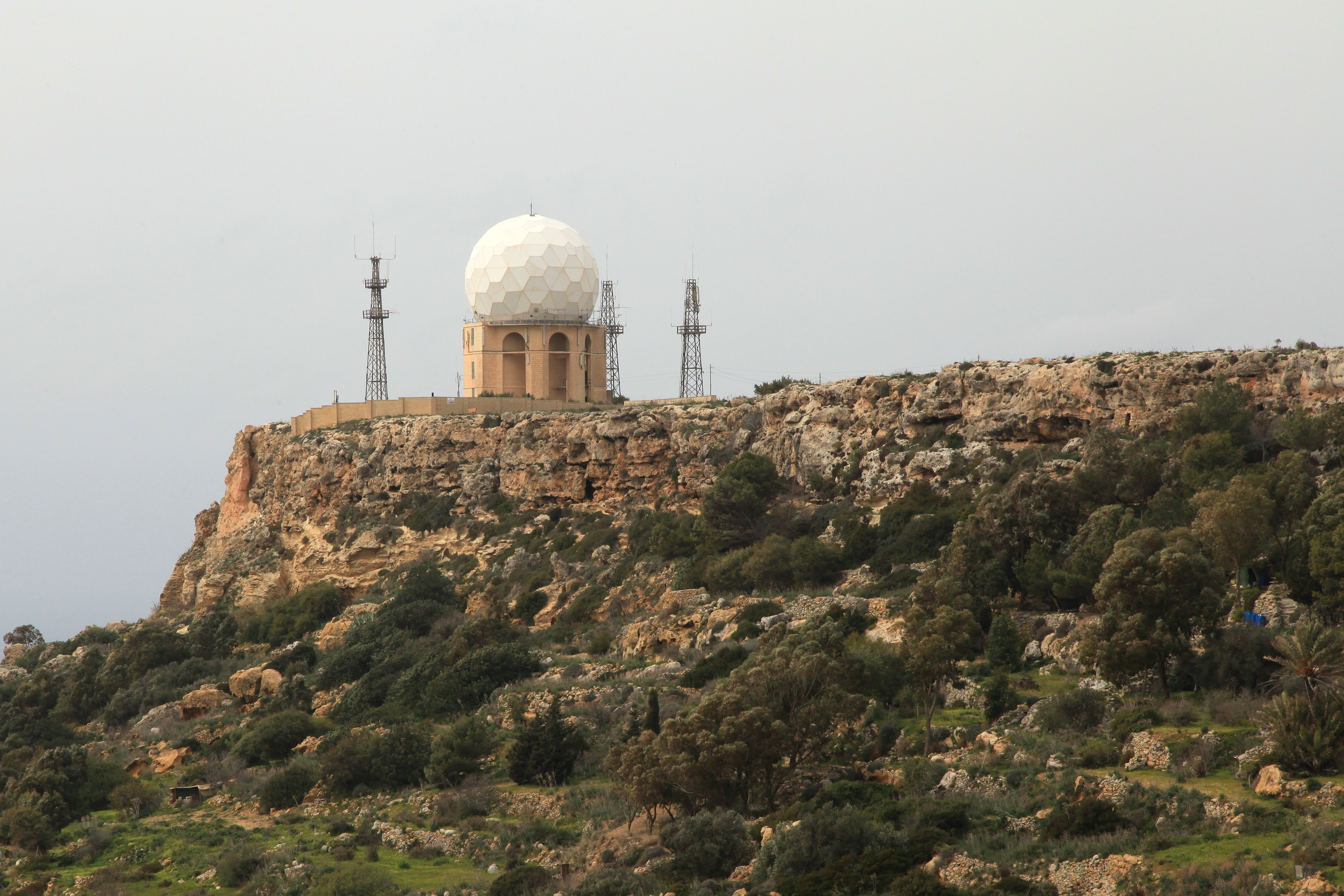
Radar d'aviation de Dingli

## Géographie
Le village se trouve sur un plateau à quelque distance de Buskett Gardens et Verdala Palace à presque 250 mètres au-dessus du niveau de la mer. La côte est bordé de hautes falaises tombant directement dans la mer, les falaises de Dingli, avec une vue sur l'île de Filfla.

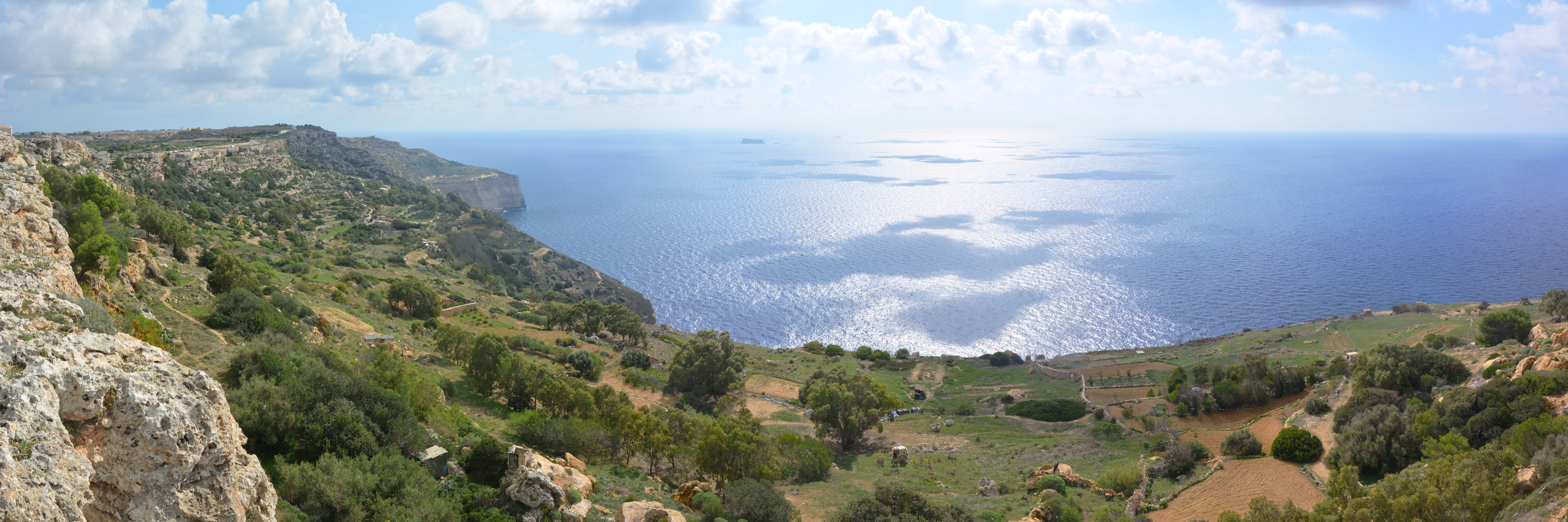
Vue panoramique des falaises de Dingli

|                  | Ir-Rabat   |          |
| Mer Méditerranée | Ħad-Dingli | Ir-Rabat |
|                  | Siġġiewi   |          |

## Patrimoine et culture
- au bord des falaises, la petite chapelle, Sainte-Marie-Madeleine, date de 1646.

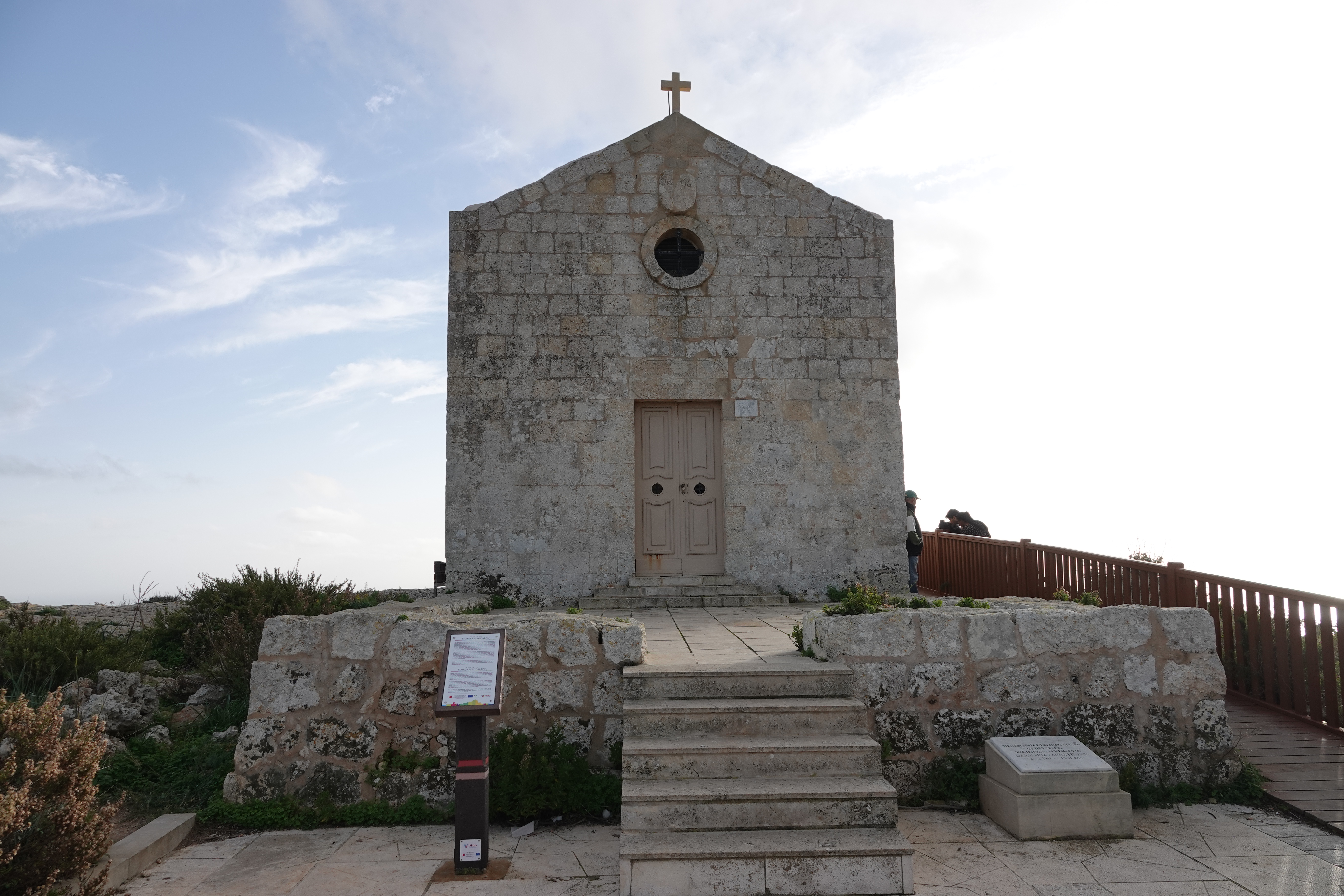
Chapelle Sainte-Marie-Madeleine

### Personnes notables
- Francis Ebejer, dramaturge et auteur.
- Dun Xand Cortis, pionnier du folklore et auteur.
- Walter Ebejer, frère dominicain ordonné évêque d'un diocèse du Brésil.
- Ian Borg, avocat et ministre du gouvernement maltais.
- Guże Abela, notaire et ministre des Finances.

## Sources
- (mt) Alfie Guillaumier, Bliet u Rħula Maltin (Villes et villages maltais), Klabb Kotba Maltin, Malte, 2005.
- (en) Juliet Rix, Malta and Gozo, Brad Travel Guide, Angleterre, 2013.
- Alain Blondy, Malte, Guides Arthaud, coll. Grands voyages, Paris, 1997.